# Tadami
Tadami (只見町, Tadami-machi) est un bourg japonais (町, machi ou -chō) situé dans la préfecture de Fukushima.
Sa population au 1er juin 2013 est estimée à 4 684 habitants.